# Kosumce
Kosumce (prononciation : [kɔˈsumt͡sɛ]) est un village polonais de la gmina de Karczew dans le powiat d'Otwock de la voïvodie de Mazovie dans le centre-est de la Pologne.
Il se situe à environ 12 kilomètres au sud de Karczew (siège de la gmina), 15 kilomètres au sud d'Otwock (siège du powiat) et à 32 kilomètres au sud-est de Varsovie (capitale de la Pologne).
Le village compte approximativement une population de 280 habitants en 2007.

## Histoire
De 1975 à 1998, le village appartenait administrativement à la voïvodie de Varsovie.